# Madonna mit Kind (Ansacq)

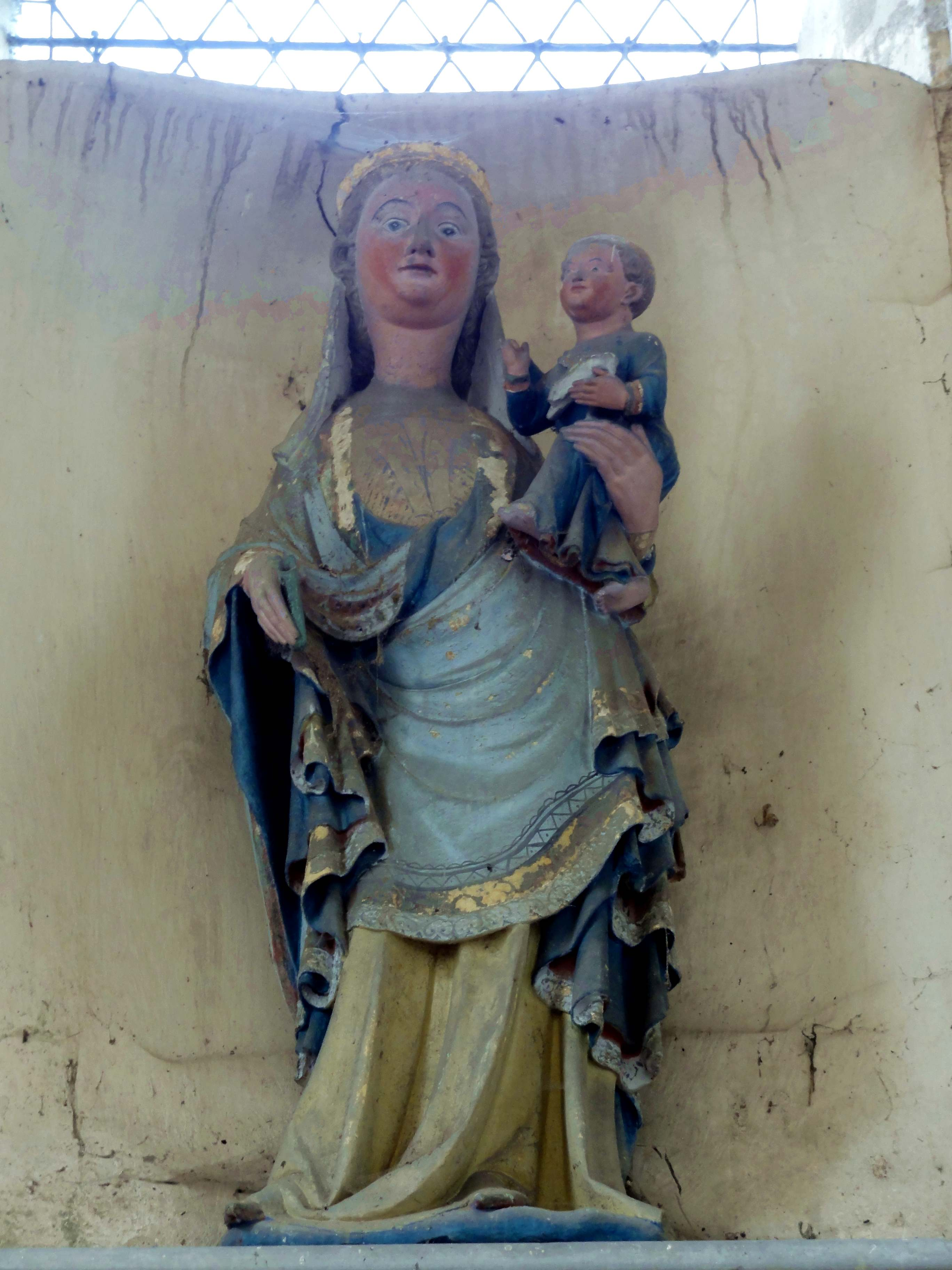
Madonna mit Kind in Ansacq

Die Skulptur Madonna mit Kind in der katholischen Kirche St-Lucien in Angy, einer französischen Gemeinde im Département Oise in der Region Hauts-de-France, wurde im dritten Viertel des 14. Jahrhunderts geschaffen. Im Jahr 1912 wurde die gotische Skulptur als Monument historique in die Liste der geschützten Objekte (Base Palissy) in Frankreich aufgenommen.
Die 1,10 Meter hohe Skulptur aus Kalkstein ist farbig gefasst. Maria hält das Jesuskind auf dem linken Arm. Sein Gesicht wendet sich in Richtung des Betrachters. Maria, mit bäuerlichem Gesicht und roten Wangen, trägt auf ihrem Haupt eine Krone. Die vielen Falten von ihrem Kleid geben ihrer Erscheinung eine Fülle.